# Jozias van Aartsen
Jozias Johannes van Aartsen (* 25. prosince 1947, Den Haag) je nizozemský politik. V období 1998 až 2002 byl ministrem vnitra a v současnosti je starostou Haagu.

## Biografie
Van Aartsen, syn politika Jana van Aartsena, absolvoval právnické studium na Amsterdamské univerzitě a poté v období 1970 až 1974 pracoval pro parlamentní frakci Volkspartij voor Vrijheid en Democratie (VVD). Od roku 1979 byl ředitelem výzkumného institutu VVD.
Od roku 1979 byl zaměstnancem ministerstva vnitra a v roce 1983 se zde stal generálním tajemníkem. V prvním kabinetu Wima Koka se stal 22. srpna 1994 ministrem hospodářství a současně byl zodpovědný za rybolov. Po parlamentních volbách 6. května 1998 byl jmenován ministrem zahraničí, jako nástupce Hanse van Mierla. V této funkci zůstal do 22. července 2002.
V květnu 2003 byl zvolen předsedou VVD frakce. 8. března 2006 rezignoval z důvodu špatných výsledků při komunálních volbách.